# Хрунічев Михайло Васильович
Хрунічев Михайло Васильович (22 березня 1901, Шубинський рудник Бахмутського повіту Катеринославської губернії, тепер у складі міста Кадіївки Луганської області — 2 червня 1961, Москва) — радянський державний діяч, організатор виробництва, генерал-лейтенант інженерно-технічної служби (1944), Герой Соціалістичної Праці (16.09.1945), двічі лауреат Сталінської премії. Член ЦК КПРС у 1952—1961 роках. Депутат Верховної Ради СРСР 2-го і 5-го скликань.

## Біографія
Народився 22 березня (4 квітня) 1901 року на Шубинському руднику (нині Луганська область, Україна) в родині шахтаря. Два роки навчався в початковому земському училищі в Алчевську, але його не закінчив через важке матеріальне становище родини. З 1914 року працював на Бернейшитонському і Ольго-Воровському рудниках: розсильним, поштарем, коногоном, молотобійцем.
З 1920 по листопад 1924 року служив у Червоній армії, в особливій військово-продовольчій комісії із забезпечення хлібом і фуражем 1-ї Кінної Армії. Потім був командиром саперного взводу 15-ї Сиваської дивізії РСЧА.
Член РКП(б) з 1921 року.
З 1924 року — в органах міліції Донецької губернії. Спочатку працював помічником начальника, а згодом начальником районної промислової міліції Штерівського динамітного заводу імені Петровського. У 1926 році очолив міліцію 1-го району міста Луганська, а потім кримінальний розшук Луганської окружної міліції. У 1929 році був призначений завідувачем окружного адміністративного відділу — начальником Луганської окружної міліції.
У 1930 році перейшов на господарську роботу, був висунутий на посаду помічника директора заводу імені Артема в Луганську.
У 1930—1932 роках — слухач Луганської філії Української промислової академії.
З 1932 по 1935 рік працював помічником, потім заступником директора патронного заводу (№ 60) в Луганську.
У 1935 році закінчив три курси Всесоюзного інституту господарників Наркомату важкої промисловості (факультет особливого призначення).
У 1935—1937 роках — заступник директора, директор воєнного заводу № 184 міста Зеленодольська.
З листопада 1937 по 1938 рік — начальник XII-го головного управління Народного комісаріату оборонної промисловості СРСР.
19 травня 1938 — січень 1939 року — заступник народного комісара оборонної промисловості СРСР.
28 січня 1939 — 1942 року — заступник народного комісара авіаційної промисловості СРСР. Під час війни керував евакуацією галузі, будівництвом нових заводів і збільшенням виробництва літаків.
У 1942 — січні 1946 року — 1-й заступник народного комісара боєприпасів СРСР.
5 січня 1946 — 15 березня 1953 року — народний комісар (міністр) авіаційної промисловості СРСР.
У 1953 — 28 лютого 1955 року — 1-й заступник міністра середнього машинобудування СРСР.
28 лютого 1955 — 25 грудня 1956 року — заступник голови Ради міністрів СРСР.
25 грудня 1956 — травень 1957 року — заступник голови Державної комісії Ради міністрів СРСР з поточного планування народного господарства.
24 травня 1957 — 8 квітня 1961 року — заступник голови Державного планового комітету Ради міністрів СРСР — міністр СРСР.
8 квітня — 2 червня 1961 року — заступник голови Ради міністрів СРСР — голова Державного комітету Ради міністрів СРСР із координації науково-технічних робіт.
Помер 2 червня 1961 року. Урна з прахом похована в Кремлівській стіні на Красній площі в Москві.

## Звання
- генерал-майор інженерно-технічної служби (20.10.1943)
- генерал-лейтенант інженерно-технічної служби (18.11.1944)

## Нагороди
- Герой Соціалістичної Праці (16.09.1945)
- сім орденів Леніна (8.09.1941; 24.11.1942; 5.08.1944; 16.09.1945; 29.10.1949; 3.04.1951; 12.07.1957)
- Орден Трудового Червоного Прапора (3.04.1961)
- Орден Суворова ІІ ст. (18.11.1944)
- медаль «За перемогу над Німеччиною у Великій Вітчизняній війні 1941—1945 рр.»
- медаль «За доблесну працю у Великій Вітчизняній війні 1941—1945 рр.»
- Сталінська премія І ст.
- Сталінська премія І ст.